# Nova Escola Valenciana
Nova Escola Valenciana és el nom amb què es designa una generació d'autors de còmic valencians sorgida als anys vuitanta del segle xx, per comparació amb l'escola valenciana clàssica dels anys quaranta a setanta. Es caracteritza per una voluntat cinematogràfica i per una preferència per la temàtica d'aventures, de ciència-ficció i políciaca. Es va manifestar originalment a través de fanzines underground. El Gat Pelat (1977) es considera la primera expressió pública del grup.
Els seus màxims exponents són els dibuixants Mique Beltrán, Micharmut, Sento i Daniel Torres. Se situen també en la seua òrbita els més aïllats Miguel Calatayud (considerat sovint precursor d'aquesta) o Xavier Mariscal.
L'efeversència de València durant la dècada dels 80 va ser tal que en 1986 el País convidat al Festival d'Angoulême va ser, precisament, el País Valencià.